# Tracheplexia albimaculata
Tracheplexia albimaculata là một loài bướm đêm trong họ Noctuidae.